# Ureparapara
Ureparapara (también conocida como Parapara para abreviar) es la tercera isla más grande en el grupo de las Banks en el norte de Vanuatu, después de Gaua y Vanua Lava.

## Geografía

Localización de la isla.

La isla de Ureparapara es un antiguo cono volcánico invadido por el mar en la costa este, que forma la bahía Divers. Aparte de esta pendiente en la costa, la isla es circular, con un diámetro de aproximadamente ocho kilómetros. El área es de 39 km².

## Población
La población era de 437 habitantes en 2009.
Hay tres pueblos en la isla. El pueblo principal es Léar (Leserepla). Los otros son Lehali (en la costa oeste) y Leqyangle.
Dos idiomas se hablan tradicionalmente en la isla: löyöp y lehali.

## Nombre
El nombre Ureparapara refleja el nombre de la isla en el idioma mota, el idioma que fue elegido por los misioneros a finales del siglo XIX, como la lengua de referencia para la zona.
La isla se llama localmente Noypēypay en lehali, y Aö en löyöp.

## Historia
El primer europeo que llegó a Ureparapara fue el explorador español Pedro Fernández de Quirós el 15 de junio de 1606. Nombró por primera vez la isla Pilar de Zaragoza; sin embargo, más tarde, tanto él como su capellán Fray Martín de Munilla la designaron como Nuestra Señora de Montserrat.